# Анкара
А̀нкара (на турски: Ankara, до 1930 г. известен под името Ангора, а в античността като Анкира) е столицата на Турция, има 25 административни района, които образуват населението на града и на едноименния вилает. Анкара е вторият по големина град в страната (след Истанбул).

## География
Градът е разположен сред хълмиста местност в централната част на Анадолското плато. През него преминават реките Анкара и Чубук. Обявен е за столица на Турция през 1923 г. Важен кръстопът, жп възел, има и аерогара (на 35 km).
Анкара е индустриален и търговски център. През 2022 г. в града живеят 5 782 285 души.

### Климат
Климатът е континентален. Летата са сухи и слънчеви и продължават от юни до средата на септември. Тъй като Анкара е с висока надморска височина, през нощта е по-хладно, което намалява средната температура през лятото. Зимите са много студени с изобилие от сняг. Валежите са малко, като летата са сухи, а пролетта, есента и зимата по-влажни. Средно годишни валежи 417 mm, с максимум през април и май и с минимум юли и август.
| Климатични данни за Анкара, Турция    | Климатични данни за Анкара, Турция | Климатични данни за Анкара, Турция | Климатични данни за Анкара, Турция | Климатични данни за Анкара, Турция | Климатични данни за Анкара, Турция | Климатични данни за Анкара, Турция | Климатични данни за Анкара, Турция | Климатични данни за Анкара, Турция | Климатични данни за Анкара, Турция | Климатични данни за Анкара, Турция | Климатични данни за Анкара, Турция | Климатични данни за Анкара, Турция | Климатични данни за Анкара, Турция |
| Месеци                                | яну.                               | фев.                               | март                               | апр.                               | май                                | юни                                | юли                                | авг.                               | сеп.                               | окт.                               | ное.                               | дек.                               | Годишно                            |
| Абсолютни максимални температури (°C) | 11,1                               | 17,7                               | 27,2                               | 27,7                               | 31,1                               | 38,8                               | 37,2                               | 42,2                               | 33,3                               | 30,0                               | 21,1                               | 17,2                               | 42,2                               |
| Средни максимални температури (°C)    | 1,6                                | 4,4                                | 10,0                               | 15,5                               | 20,0                               | 24,4                               | 27,7                               | 28,3                               | 24,4                               | 18,3                               | 10,5                               | 4,4                                | 16,1                               |
| Средни температури (°C)               | −2,5                               | −0,3                               | 4,2                                | 9,4                                | 13,3                               | 16,9                               | 20,2                               | 20,5                               | 16,3                               | 11,0                               | 4,7                                | 0,5                                | 9,7                                |
| Средни минимални температури (°C)     | −6,6                               | −5                                 | −1,6                               | 3,3                                | 6,6                                | 9,4                                | 12,7                               | 12,7                               | 8,3                                | 3,8                                | −1,1                               | −3,3                               | 3,3                                |
| Абсолютни минимални температури (°C)  | −31,1                              | −31,1                              | −27,2                              | −7,2                               | −6,1                               | 0,5                                | 3,8                                | 3,8                                | −2,2                               | −8,8                               | −12,2                              | −17,2                              | −31,1                              |
| Средни месечни валежи (mm)            | 40                                 | 31                                 | 36                                 | 51                                 | 52                                 | 39                                 | 17                                 | 15                                 | 18                                 | 32                                 | 36                                 | 48                                 | 417                                |
| Брой на дните с валежи                | 8                                  | 8                                  | 11                                 | 17                                 | 17                                 | 13                                 | 7                                  | 5                                  | 5                                  | 10                                 | 11                                 | 10                                 | 122                                |
| ------------------------------------- | ---------------------------------- | ---------------------------------- | ---------------------------------- | ---------------------------------- | ---------------------------------- | ---------------------------------- | ---------------------------------- | ---------------------------------- | ---------------------------------- | ---------------------------------- | ---------------------------------- | ---------------------------------- | ---------------------------------- |
| Източник: weatherbase.com             |                                    |                                    |                                    |                                    |                                    |                                    |                                    |                                    |                                    |                                    |                                    |                                    |                                    |

## История
Градът е един от най-старите градове в Мала Азия – основан е през VII век пр.н.е. с гръцкото име Ангира или Анкира (Αγκυρα, т.е. котва). Разположен е на кръстопът на оживени търговски пътища, свързващи Европа и Азия.
През 1071 г., след поражението на византийската армия в битката при Манцикерт, Анкара преминава под контрола на селджуците. През 1118 г. византийците съумяват временно да си върнат контрола над Ангира, но през 1176 г. го загубват отново, и то завинаги.
През 1402 г. в близост до Анкара се води битка между Тимур и султан Баязид I, влязла в историята като Битка при Ангора. Армията на султана е разгромена, а той самият попада в плен на Тимур. От събитията страда и градът, и неговите околности, но по време на управлението на Мурад II градът постепенно се възстановява и започва да расте.
През 1912 г. съставът на населението е следният: турци – 32 692, арменци – 12 019, гърци – 3154 души.
При избухването на Балканската война в 1912 г. двама души от Анкара са доброволци в Македоно-одринското опълчение.
От края на 1919 г. в Анкара е разположен щабът на вожда на турската война за независимост Мустафа Кемал Ататюрк. През април 1920 г. в Анкара е свикано Великото народно събрание, на което е образувано национално правителство. Анкара остава провинциален град до 13 октомври 1923 г., когато е обявена за столица на Турция.

## Административно деление
Анкара е разделена на 25 административни района, които образуват населението на града и на едноименния вилает. По-долу са изброени всички райони на столицата.

## Туристически обекти
- Цитадела
- Римски театър
- Гробът на Август Римски
- Римски бани
- Римски път
- Паметник на Победата
- Статуята на Ататюрк

### Райони
- Акюрт
- Алтъндаа
- Аяш
- Бала
- Бейпазаръ
- Чамлъдере
- Чанкая
- Чубук
- Елмадаа
- Етимесгут
- Еврен
- Гьолбашъ
- Гюдюл
- Хаймана
- Кахраманказан
- Каледжик
- Кечийорен
- Къзълджахамам
- Мамак
- Наллъхан
- Полатлъ
- Пурсаклар
- Синджан
- Шерефликочхисар
- Йенимахалле

## Побратимени градове
- Адис Абеба, Етиопия от 2006 г.
- Аксарай, Турция
- Аман, Йордания
- Астана, Казахстан от 2001 г.
- Ашхабад, Туркменистан от 1994 г.
- Баку, Азербайджан
- Бангкок, Тайланд от 2006 г.
- Бишкек, Киргизстан от 1992 г.
- Будапеща, Унгария от 1992 г.
- Букурещ, Румъния
- Душанбе, Таджикистан от 11 декември 2003 г.
- Исламабад, Пакистан от 1982 г.
- Кабул, Афганистан от 2003 г.
- Казан, Русия от 2005 г.
- Кайро, Египет от 2004 г.
- Киев, Украйна от 1993 г.
- Киншаса, Демократична република Конго от 2005 г.
- Кишинев, Молдова от 2001 г.
- Куала Лумпур, Малайзия от 1984 г.
- Кувейт, Кувейт от 1994 г.
- Манама, Бахрейн от 2000 г.
- Минск, Беларус от 2007 г.
- Могадишу, Сомалия от 1959 г.
- Москва, Русия от 1992 г.
- Пекин, Китай от 20 юни 1990 г.
- Прищина, Косово от 2005 г.
- Сана, Йемен от 2006 г.
- Сантяго де Чиле, Чили от 2000 г.
- Сараево, Босна и Херцеговина от 1994 г.
- Сеул, Южна Корея от 1971 г.
- Скопие, Северна Македония от 1995 г.
- София, България от 1992 г.
- Ташкент, Узбекистан от 2004 г.
- Тбилиси, Грузия от 1996 г.
- Тирана, Албания от 1995 г.
- Улан Батор, Монголия от 2003 г.
- Уфа, Русия от 1997 г.
- Хавана, Куба от 1993 г.
- Ханой, Виетнам от 1998 г.
- Хартум, Судан от 1992 г.
- Шираз, Иран от 2004 г.
- Шумкент, Казахстан

## Архитектура
Запазена е старинна крепост от римската епоха. Архитектурни забележителности на Анкара са Мавзолеят на Ататюрк в югозападната част на града, кулата „Атакуле“, джамии от XII – XV век и др. Градът има университети, консерватория и художествена академия.
В Анкара се намира Музеят на анатолийските цивилизации.

## Образование
В Анкара има няколко университета:
- Анкарски университет
- Близкоизточен технически университет
- Билкент
- Башкент

## Спорт
В Анкара има три популярни футболни отбора, които се състезават в Турската Суперлига. Това са Анкараспор, Анкарагюджу и Генчлербирлии.

## Известни личности
Родени в Анкара
- Али Бабаджан (р. 1967), политик, неколкократно министър с различни ресори;
- Фатих Бирол (р. 1958), икономист
- Буура Гюлсой (р. 1982), актьор.
- Боран Кузум (р. 1992), актьор
- Берен Саат (р. 1984), актриса;
- Нурчан Тайлан (р. 1983), щангистка;
- Аслъ Тандоган (р. 1979), театрална и филмова актриса;
- Мустафа Джеджели (р. 1980), турски певец;
- Йозгюр Чевик (р. 1981), актьор и рок певец;

Починали в Анкара
- Наки Елдениз (1875 – 1948), генерал;
- Мехмед Суфи Кула (1881 – 1948), генерал;
- Тургут Йозал (1927 – 1993), политик;
- Ахмет Фикри Тюзер (1878 – 1942), политик;
- Тахсин Язъджъ (1892 – 1971), генерал.

Други личности, свързани с Анкара
- Кенан Еврен (1918 – 2015), офицер и политик, живее в града от 30-те години;
- Сава Киров (1893 – ?), български дипломат, посланик през 1940 – 1943;
- Георгиос Сеферис (1900 – 1971), гръцки поет, работи в гръцкото посолство през 1948 – 1950;
- Хайрула Фишек (1885 – 1975), генерал.

## Галерия
- Хетска бронзова статуетка в ”Музей на анатолийските цивилизации”, Анкара
- Реплика на хетска статуетка, площад „Съхие“, Анкара
- Мавзолеят на Ататюрк „Анъткабир“, Анкара
- Изглед към „Коджатепе джамия“, Анкара
- „Близкоизточен технически университет“, Анкара